# 일본조어
일본조어(日本祖語)는 일본어족에 속하는 여러 언어의 조어이다. 일류조어(日琉祖語)라고도 불린다. 이 문서에서는 「일류조어」라는 명칭으로 통일한다.
영어로는 proto-Japanese, proto-Japanese-Ryukyuan, proto-Japonic 등으로 불리며, 공통 일본어, 원시 일본어라는 표현이 쓰이기도 한다.

## 기원
일류조어가 어느 계통의 언어에 속하는지에 대해서는 명확한 결론이 나와 있지 않기 때문에, 현재로서는 일류어족과 다른 어족과의 연관성은 입증되어 있지 않다. 다양한 설이 있지만, 문법 따위의 유형적으로는 한국어 및 「알타이 제어」와의 연관성이 높다고 보는 견해가 비교적 유력하다. 어휘 면에서는 고구려어(사어)와의 유사성을 지적하는 학자도 있으며, 고구려어와 함께 부여어족에 속한다는 가설도 있다. 그러나 고구려어의 사료가 풍부하지 못한 점과 부여어족 자체가 실존했는지 알 수 없는 가설상의 어족이라는 점을 감안해야 한다.

## 일본어와 류큐 제어의 분기
나라시대의 상대 일본어에는 류큐어와 공유되지 않는 변화가 몇몇 보이기 때문에, 둘은 7세기 이전에 분기했다고 여겨진다. 규슈에서 류큐열도까지의 이주는 그보다 늦게 이루어졌을 가능성이 있으며, 마땅히 10세기부터 11세기에 걸쳐서 농경문화의 급격한 확대(구스쿠 시대의 시작)와 일치한다고 여겨진다. 따라서, 류큐조어에 중고 일본어에서 차용된 한자어의 존재를 설명할 수 있다. 류큐에의 이주가 이루어지고서 1609년에 사쓰마번이 류큐왕국을 침공할 때까지, 일본 본토에서의 영향은 일부 제한적이었다.

## 재구

### 음운

#### 자음
일류조어의 단어는 다수가 2음절 이상이며, 각 음절은 (자음+)모음의 구조를 갖는다. 일류조어의 자음은 다음과 같이 재구되며, 이 중 w와 j 외에는 널리 합의가 이루어졌다. 단, /*s/에 대해서는 *[ts]의 가능성이 있다.
|        | 양순음 | 치경음 | 경구개음 | 연구개음 |
| ------ | ------ | ------ | -------- | -------- |
| 비음   | *m     | *n     |          |          |
| 파열음 | *p     | *t     |          | *k       |
| 마찰음 |        | *s     |          |          |
| 접근음 | *w     |        | *j       |          |
| 유음   |        | *r     |          |          |

상대 일본어의 유성자음 /b, d, z, g/은 어두에서 나타나지 않는다고 여겨도 좋을 정도로 적지만, 이는 비음과 무성자음의 연속으로부터 유래된다는 점은 합의되어 있다. 대부분의 경우, 이 두 자음은 사이에 끼어 있던 모음의 탈락에 의해 발생한 것이다. 몇 가지 어휘에서는 모음탈락이 일어난 증거가 없지만, 학자들은 그러한 사례를 무성저해음 앞의 음절말 비음으로 재구한다. 이를테면, *tunpu > tubu (粒), *pinsa > piza (膝) (※음절말 비음은 *n 또는 *m의 존재의 근거가 없는 경우, N이라고 표기하는 경우가 많음) 등이다. 이들의 비음은 후대의 일본어의 발음 (撥音; ん)과는 관계가 없다. 후대의 발음 (撥音)은 말의 축약 또는 다른 언어로부터의 차용에서 유래한다.

#### 모음
대반의 학자는 일류조어에 /*i, *u, *e, *ə, *o, *a/를 재구하는 6모음설을 지지한다. 한편으로 존 휘트먼과 Bjarke Frellesvig는, 이것에 *ɨ를 더한 7모음설을 제창한다.
|    | 전설 | 중설 | 후설 |
| -- | ---- | ---- | ---- |
| 고 | *i   | (*ɨ) | *u   |
| 중 | *e   | *ə   | *o   |
| 저 |      | *a   |      |

상대 일본어에서는 일부 행의 イ열, エ열, オ열음이 甲乙의 두 종류로 나뉘어 적혔으며, イ甲 (i1), イ乙 (i2), エ甲 (e1), エ乙 (e2), オ甲 (o1), オ乙 (o2)의 구별이 있었다고 여겨진다 (자세한 것은 상대 특수 가나 표기법을 참조). 이러한 내적 재구를 통해, 일류조어에 *i, *u, *ə, *a가 재구되어 이 이외의 상대 일본어 모음 (i2, e1, e2, o1)는 일류조어의 모음연속에서 유래한다고 여겨진다. 또한 류큐어와의 비교를 통해, 일류조어에는 상기된 4모음 외에 *e와 *o도 재구된다. 일류조어의 *e와 *o는 어말에 있는 경우를 빼면, 상대 일본어에서는 각각 i₁와 u로 변화했다. 또한 이 *e와 *o는 상대 동일본 방언에도 흔적이 남아 있다.
| 일류조어 | 류큐조어 | 상대 일본어                                    | 상대 중부 (시나노국)어 | 진상대 동국어 | 상대 도토미-스루가어                                |
| -------- | -------- | ---------------------------------------------- | ---------------------- | ------------- | --------------------------------------------------- |
| *i       | *i       | i1                                             | i                      | i             | i                                                   |
| *e       | *e       | i1 (e1)                                        | i                      | e ~ i         | i                                                   |
| *u       | *u       | u                                              | u                      | u             | u                                                   |
| *o       | *o       | u (o1)                                         | o ~ u (m 뒤에서)       | o ~ u         | u                                                   |
| *ə       | *o       | o₂, o₁ (w, p, m 뒤에서. 고형에서는 w 뒤에서만) | ə ~ u/m_               | ə ~ o ~ e     | ə，o/{m\|p}_，스루가에서는 e/C[-labial][-velar]_도. |
| *a       | *a       | a                                              | a ~ ə                  | a ~ ə         | a                                                   |

일류조어에서의 모음연속은 상대 일본어의 모음교체를 통해 재구된다. 상대 일본어에는 ツキ乙 (月)/ツクヨ甲 (月夜)와 같이 i2와 u가 교체되는 것이 있으며, 이를 통해 일류조어 *tukui (月)가 재구된다 (현재는 *tukoi가 재구된다). 한편, i2와 o2가 교체하는 キ乙 (木)/コ乙ノ乙ハ (木の葉)로부터는 일류조어 *kəi (木)가 재구된다. tuki2 (<*tukoi), ki2 (<*kəi)와 같이 모음연속에서 유래하는 꼴을 노출형, tuku (<*tuko), kə와 같이 모음연속의 후부가 탈락한 꼴을 피복형이라고 부른다. 피복형-노출형의 대응은 대부분은 접사 *-i의 첨가에 의한 것이라고 여겨지고 있다. 일류조어의 모음연속은 류큐어와 상대 동일본어에서는 다음과 같이 다른 출현양상을 보여준다. 이를테면, *əi를 포함하는 「木」는 류큐 여러 방언에서는 류큐조어 *ke에 대응하는 소리로 나타난다.
| 일류조어 | 류큐조어 | 상대 일본어 | 상대 동일본어 | 진상대 동국어 | 상대 스루가-도토미어 |
| -------- | -------- | ----------- | ------------- | ------------- | -------------------- |
| *ui      | *i       | i2          | i             | u             | u                    |
| *oi      | *i       | i2          | i             | 불명          | u                    |
| *əi      | *e       | i2 (e2)     | i             | o₂            | o₂                   |
| *ai      | *e       | e2          | e             | o₂            | o₂                   |
| *iə      | *e       | e1          | e             | 불명          | 불명                 |
| *ia      | *e       | e1          | a             | a             | i₁                   |
| *au      | *o       | o1          | o1            | 기재 없음     | a                    |
| *ua      | *o       | o1          | o1            | 기재 없음     | u                    |

※상대 동국어의 구체적인 음가에 대해서는 인포먼트(informant) 문제로 잘 알 수 없는 부분도 많다. 또한, 매우 다채로운 반영이 관찰되어, 이곳에 제시할 수 있는 것은 일부에 지나지 않는다. 자세한 것은 Kupchik (2011)을 참조.
※*ai, *oi, *ui, *əi에 관해서, *…i를 어말자음으로 보는 견해가 존재한다. 이 경우는 *ay, *oy, *uy, *əy 등으로 표기하는 것이 일반적이다. 이 어말자음은 주변언어에서의 차용의 검토와 내적 재구를 통해 더욱 오래된 단계인 *…r에서 유래한다는 설이 있다.
대부분의 경우, 일류조어의 *əi는 상대 일본어의 i2에 대응한다. o2 (일류조어의 *ə에 유래)와의 교체가 있는 소수의 e2에 대해서도 일류조어 *əi가 재구된다. 이 모음교체에 대하여 중설 고모음*ɨ를 재구하는 학자도 있으나, 류큐어와 상대 동일본어에 그 증거는 없다. 이 *ɨ를 더한 7모음설에 따른 내적 재구에 의한 음운변화는 이하와 같다. 이들 중 대부분은 오노 스스무에 의해 제안되었다.
일류조어>상대 일본어 (내적 재구의 예)
- *uo > o1 (*situ-ori > sito1ri「倭文」 '시도리')
- *ua > o1 (*kazu-apai > kazo1pe2「数える」 '세다')
- *ui > i2 (*sabu-i > sabi2「寂し」 '외로움'의 어간, *waku-iratuko > waki2ratuko1)
- *ɨi > i2 (*ɨpɨ-isi > opi2si、*ɨpɨ-i > opi2「生ふ」 '낳다'의 연용형)
- *ai > e2 (*aka-i > ake2「明く」 '밝다'의 연용형, *taka-iti > take2ti「高市皇子」 '다케치 황자')
- *əi > e2 (*tənə-iri > to2neri「舍人」 '하인', *wə-inu > wenu「犬」 '개'의 중고 일본어형)
- *ia > e1 (*saki-ari > sake1ri「咲けり」)
- *iə > e1 (*pi-əki > pe1ki)
- *iɨ > e1 (상기된 예에서 연역적으로 이론상 존재함.)

일류조어의 특징으로는 같은 모음을 포함한 음절이 결합하는 단어가 잘 나타남에 따라 모음조화를 따랐다는 설도 있으나, 합의된 바는 없다. 동일결합단위 내 (어근 내)에서 ɨ는 a 또는 ə, a는 ɨ 또는 ə, ə는 ɨ 또는 a와 공존하지 않는 경향이 세다.

#### 상대 일본어 o1의 기원
상대 일본어의 o1 (オ열甲류)에 관해서는 수수께끼가 많고, 상대 일본어 o1의 대부분은 2음절 이상의 단어의 마지막 음절 (final position)이거나 1음절 단어 속에서 나타난다. 여기서, ジョン・ホイットマンとビャーケ・フレレスビッグ는「婿/mo1ko1, muko1」라는 단어를 예시로 어두, 어중에서는 "u", 어미에서는 "o1"로 변화했다는 가설을 세웠다. 즉, 일류조어의 "*o"는 상대 일본어 시절에는 어두어중에서 u와 합류했다고 여겨진다. 이를 중모음 고설화 (mid vowel raising)라고 한다.
마찬가지로 *e 또한 어두어중에서 i1와 합류했다고 여겨진다.
※다음은 the Oxford Corpus of Old Japanese 등에서 사용하는 「Frellesvig & Whitman식 표기」에 따른 상대 일본어이다. 자세한 것은 상대 일본어를 참조.
- wotoko1 (をとこ/男) < wətə (미혼의) + kwo
- wotome1 (をとめ/乙女) < wətə (미혼의) + mye

어중의 o1
- wokuna (をぐな/童男) < wə (어린) + kwo (男) + na
- womina (をみな/女) < wə (어린) + mye (女) + na
- okina (おきな/翁) < ɨ (늙은) + kwo (?) + na
- omina (おみな/媼) < ɨ (늙은) + mye + na

- kuro1 < koro?
- kumo1 < komo?
- suso1 < soso?
- tuno1 < tono?

또한, 상대 일본어 "wo"는 일본조어 "wo", "wɨ", "wə"에서 온 것으로 여긴다. 이에 따라, 상대 일본어의 "awo", "to2wo" 따위 아리사카-이케가미의 법칙 (일본어: 有坂・池上の法則)에 따르지 않는 단어가 있는 이유를 설명할 수 있다.
- to2wo < tɨwɨ, təwə
- awo < awo

아리사카-이케가미의 법칙이란 다음과 같다.
- オ열甲류와 オ열乙류는 동일결합단위 (어간 내지 어근의 형태소)에 공존하지 않는다.
- ウ열과 オ열乙류는 동일결합단위에 공존하는 경우가 드물다. 특히 ウ열과 オ열乙류로 이루어진 2음절의 결합단위에서는 그 オ열음은 オ열乙류가 아니다.
- ア열과 オ열乙류는 동일결합단위에 공존하는 경우가 드물다.

### 어휘
※OJ는 Old Japanese (상대 일본어)
※PR는 proto-Ryukyuan (류큐조어)
※EMJ는 Early Middle Japanese (중고 일본어)
| 어휘      | 의미     | 6모음설 | 재구의 정당화                           |
| --------- | -------- | ------- | --------------------------------------- |
| 大きい    | 크다     | *əpə    | *əpəi를 참조.                           |
| 目        | 눈       | *mai    | 피복형 OJ ma                            |
| 鼻        | 코       | *pana   |                                         |
| 口        | 입       | *kutui  | 피복형 OJ kutu                          |
| 脚        | 다리     | *paNki  |                                         |
| 月        | 달       | *tukoi  | 피복형 OJ tuku, PR *tuko                |
| 家        | 집       | *ipia   | 도토미-스루가어 ipi₁，OJ ipe₁           |
| 石        | 돌       | *esoi   | 상대 동국어 등. 피복형 OJ iso₁          |
| 黒        | 검정     | *kuro   | kuri라는 단어의 존재.                   |
| 火        | 불       | *poi    | 피복형 OJ po, EOJ pu, PR의 노출형이 *pi |
| 鴨        | 오리     | *kamau  | 도토미-스루가어 kama                    |
| 針        | 바늘     | *parui  | 상대 동국어 paru                        |
| 神        | 신       | *kamui  | 피복형 OJ kamu, 아이누어 kamuy          |
| 茎        | 줄기     | *kukui  | 피복형 OJ kuku                          |
| 身        | 몸       | *mui    | 피복형 OJ mu                            |
| 恵み (幸) | 은혜     | *satui  | 피복형 OJ satu                          |
| 起きる    | 일다     | *əkəi   | 타동사형 OJ ökös-                       |
| 育つ      | 자라다   | *əpəi   | 형용사형 OJ öpo-                        |
| 下りる    | 내리다   | *ərəi   | 타동사형 OJ örös-                       |
| 落ちる    | 떨어지다 | *ətəi   | 타동사형 OJ ötös-                       |
| 乾く      | 마르다   | *pəi    | 타동사형 OJ pos-                        |
| 黄泉      | 황천     | *jəməi  | 피복형 OJ yömö                          |
| 黄        | 노랑     | *koi    | 피복형 PR *ko, EMJ ko, OJ ku            |

- aka (赤) < akar- (あかるい) akari (あかり)
- siro₁ (白) < sirus- (しるす) siru-pe (しるべ)
- kuro₁ (黒)< kurup- (くるふ) kurum- (くるむ)

白과 黒에 관하여, 嘘(미치다/농하다)와 誠(기록하다/진실을 전하다)로 쌍이 되었을 가능성이 있다. 青에 관해서는 「미숙한」이라는 의미를 가질 가능성이 있다.
ま행
- - ma(間), makar-(負く), makura(枕), mame(豆), mapar-(回る), mabatak-(瞬く), mata(又), matu(松), mai(目), memensu(蚯蚓), memi(耳), mentu(水), mi(三), mi-ki(御酒), miwo(澪) ,mir-(見る), mina(蜷), minato(港), miti(道), mumago(孫), moko(聟), momo(桃), monki(麦), mosi(蟲), mosira(席), mo-yu(燃ゆ), mu(六), mukantai(呉公), muk-(向く), muna(空), munagi(鰻), mune(棟), mura(村), mi(実), musu(未醤), mosi(若し), moti(糯), mono(物), moro(諸), mot-(持つ) , moto(本), motowi(基)

わ행 
- - wo(小), wot-(変若つ・復つ), waka-(若い), wosana-(幼い), yawa-(柔い), yowa-(弱い), waduka(僅か), war-(わろし), suwe(末), siwor-(萎れる), supawe(楚), warawa(童), wosi-(惜しい), usu-(薄い), kuwasi-(詳しい), awar-(憐れ), wosopar-(教る), wos-(牡す), wo(尾), wiru(居る)

は행
- - sibarak-(暫く), pina(雛), pajime(始), payak-(早く), paru(春), pirak-(開く), tubu(粒), wopar-(終り), pito(一), pitor-(孤り), pakana(儚）

わ행
- - watar-(渡る), wak-(湧く), wata(海), wi(井), iwo/uwo(魚), sawo(竿), misawo(水棹), wani(鰐), waki(液), kawak-(渇き), wep-(酔う), katuwo(鰹), wokoze(虎魚), wosidori(鴛鴦), uwa(浮), usipo(潮), tomowe(巴), wi(藺), ura(浦), umo(芋), iwasi(鰯), inuwi(乾), uruo-(潤い), nawi(地震), sawara(鯖), umi(海), uni(海胆）

は행
- - pasi(橋), puti(淵), abura(油), oboro(朧), saba(鯖), pi(氷), puyu(冬), kapa(川), kapi(峡), apa(泡), kapa(獺), pama(浜), abir-(浴), sibi(鮪), sibu-(渋), kapi(蛤・貝), ibar-(尿り), pune(舟), puka-(深い), puka(鱶), puk-(吹く), pugu(鰒), pukube(瓠), pumi(文), puna(鮒), buri(魳), patisu(蓮), pasu(鰣), pasike(艀), paze(鯊), pamo(鱧), paya(鮋), parako(鰚), supasi(鰢), suber-(滑る), kubo(窪), sibuki(沫), pisi(菱), pora(鰡), apiru(鶩), potob-(潤び), apabi(鮑), pe(舳), po(帆), sipo(潮•塩), usipo(潮), pisom-(潜む), potori(畔), pire(鰭), piru(蛭), pitar-(浸り), por-(掘り), posi(干), puro(風呂), sapa(沢), kopi(鯉), tubo(壷), nabe(鍋), pe(瓮）

## 격조사
격조사 「つ」는 현재 쓰이지 않지만, 현대의 화석어에서 나타난다.
- wata-tu-mi₁ (海つ神霊/わだつみ) 여기서의 mi₁는 "kami₂"의 「ミ」가 아닌, 「御霊/みたま」 등의 「ミ」이기 때문이 甲류이다. 「神」는 아테지.
- yama-tu-mi₁ (山つ神霊/やまつみ)
- ika-tu-ti (厳つ霊/いかづち) 雷
- mi₁-tu-ti (水つ霊/みづち) 蛟
- no₁-tu-ti (野つ霊/のづち) 野槌
- ma-tu-ke₂ (目つ毛/まつげ) 睫毛
- mi₂-tu-kara (身つ柄/みづから) 自ら
- woto₂-tu-pi₁ (遠つ日/をとつひ) 一昨日
- ya-tu-ko₁ (家つ子/やつこ) 奴

격조사 「な」도 마찬가지로 다음과 같은 단어가 있다.
- mi₁-na-to₂ (水な戸/みなと) 港
- mi₁-na-mo₂to₂ (水な元/みなもと) 源
- mi₁-na-tuki₂ (水な月/みなづき) 水の月＝水無月[6月]
- kamu-na-tuki₂ (神な月/かむなづき) 神の月＝神無月[10月]
- kamu-na-kara (神な柄/かむながら) 随神

## 참고 문헌
- Frellesvig, Bjarke (2010), A History of the Japanese Language, Cambridge: Cambridge University Press, ISBN 978-0-521-65320-6.
- Frellesvig, Bjarne; Whitman, John (2008), “Introduction”, in Frellesvig, Bjarne; Whitman, John, Proto-Japanese: Issues and Prospects, John Benjamins, pp. 1–9, ISBN 978-90-272-4809-1.
- Martin, Samuel Elmo (1987), The Japanese Language through Time, New Haven and London: Yale University Press, ISBN 978-0-300-03729-6.
- Pellard, Thomas (2008), “Proto-Japonic *e and *o in Eastern Old Japanese”, Cahiers de Linguistique Asie Orientale 37 (2):  133–158, doi:10.1163/1960602808X00055, https://hal.archives-ouvertes.fr/hal-00373303.
- ペラール, トマ (2012), 日琉祖語の分岐年代, http://kikigengo.jp/nishihara/lib/exe/fetch.php?media=library:references:rkoj-pellard.pdf.
- Pellard, Thomas (2015), “The linguistic archeology of the Ryukyu Islands”, in Heinrich, Patrick; Miyara, Shinsho; Shimoji, Michinori, Handbook of the Ryukyuan languages: History, structure, and use, De Gruyter Mouton, pp. 13–37, doi:10.1515/9781614511151.13, ISBN 978-1-61451-161-8, https://hal.archives-ouvertes.fr/hal-01289257.
- Shimoji, Michinori (2010), “Ryukyuan languages: an introduction”, in Shimoji, Michinori; Pellard, Thomas, An Introduction to Ryukyuan Languages, Tokyo: Research Institute for Languages and Cultures of Asia and Africa, pp. 1–13, ISBN 978-4-86337-072-2, https://lingdy.aa-ken.jp/wp-content/uploads/2011/07/2015-papers-and-presentations-An_introduction_to_Ryukyuan_languages.pdf.
- Vovin, Alexander (2010), Korea-Japonica: A Re-Evaluation of a Common Genetic Origin, University of Hawaii Press, ISBN 978-0-8248-3278-0, JSTOR j.ctt6wqz03, http://jstor.org/stable/j.ctt6wqz03.
- Whitman, John (2012), “The relationship between Japanese and Korean”, in Tranter, Nicolas, The Languages of Japan and Korea, Routledge, pp. 24–38, ISBN 978-0-415-46287-7.
- Kupchik, John (2011). A GRAMMAR OF EASTERN OLD JAPANESE DIALECTS, 博士論文